# مادلين إيمي سويني
مادلين إيمي سويني (14 ديسمبر 1965 - 11 سبتمبر 2001)، مضيفة طيران أمريكية قُتلت عندما تحطمت رحلة الخطوط الجوية الأمريكية رقم 11 عمدا في مركز التجارة العالمي من قبل الخاطفين خلال هجمات 11 سبتمبر.